# 米蘭 (堪薩斯州)
米蘭（英語：Milan）是一個位於美國堪薩斯州索姆奈縣的城市。

## 地方資料
根據2020年美國人口普查的數據，米蘭的面積為0.34平方千米，當中陸地面積為0.34平方千米，而水域面積為0.00平方千米。當地共有人口56人，而人口密度為每平方千米164.71人。